# فلدرس
فلدرس (به آلمانی: Volders) یک منطقهٔ مسکونی در اتریش است که در اینسبروک لند واقع شده‌است. فلدرس ۳۲٫۴ کیلومتر مربع مساحت دارد ۵۵۸ متر بالاتر از سطح دریا واقع شده‌است.